# Trigonophora rubidior
Trigonophora rubidior är en fjärilsart som beskrevs av Embrik Strand 1921. Trigonophora rubidior ingår i släktet Trigonophora och familjen nattflyn. Inga underarter finns listade i Catalogue of Life.